# بازی ویدئویی

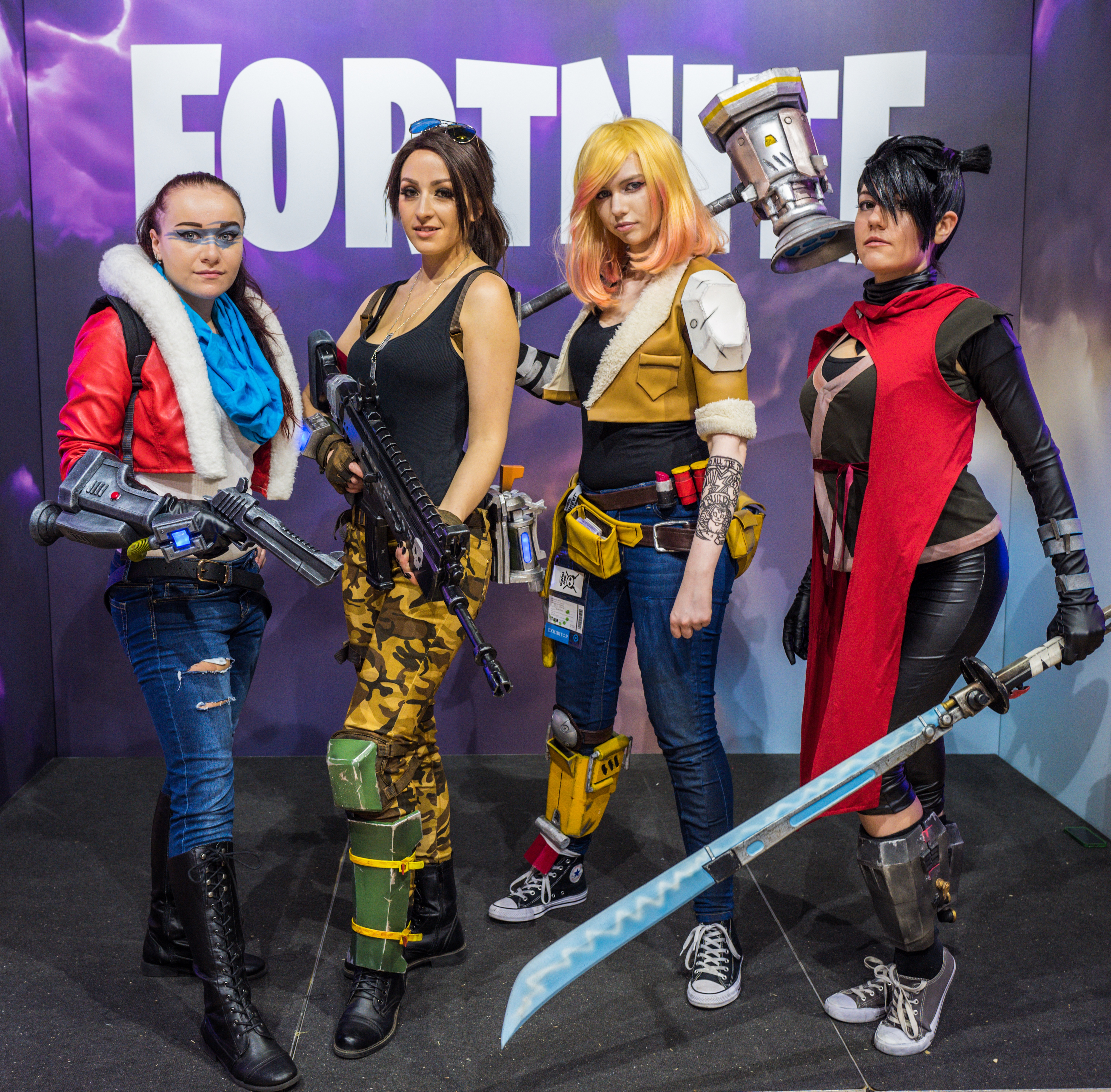
کازپلی کاراکترهای بازی فورتنایت در گیمزکام ۲۰۱۷

بازی ویدیویی (به انگلیسی: Video game) گونه‌ای سرگرمی تعاملی است که با بهره‌گیری از یک دستگاه الکترونیکی مجهز به پردازشگر یا میکرو کنترلر انجام می‌شود. شمار مخاطبان بازی‌های ویدیویی در سال‌های گذشته افزایش داشته و بازی‌های ویدیویی به پرهوادارترین سرگرمی تاریخ بشر تبدیل شده‌اند. نخستین بازی ویدیویی تاریخ در سال ۱۹۵۸ میلادی ساخته شد، این بازی یک شبیه‌ساز تنیس بود و گامی شد برای پیشرفت‌های پسین در صنعت بازی‌های ویدیویی. بازی‌های کامپیوتری تنها بخشی کوچکی از بازی های ویدیویی را تشکیل می‌دهند. 
پیروزی در ورزش‌های الکترونیک به توانایی و مهارت‌هایی ویژه نیاز دارد. توانایی واکنش سریع و دقیق و تفکر راهبردی مهم‌ترین توانمندی‌های یک ورزشکار الکترونیک موفق است.
از بازی‌های ویدیویی پرآوازه می‌توان به سری اتومبیل دزدی بزرگ (GTA)، سری کال آو دیوتی و اساسینز کرید، در انحصاری‌های پلی‌استیشن می‌توان به دِ لست آف آس و گاد آف وار  و در اکس‌باکس به هیلو اشاره کرد.

## گونه(ژانر)ها

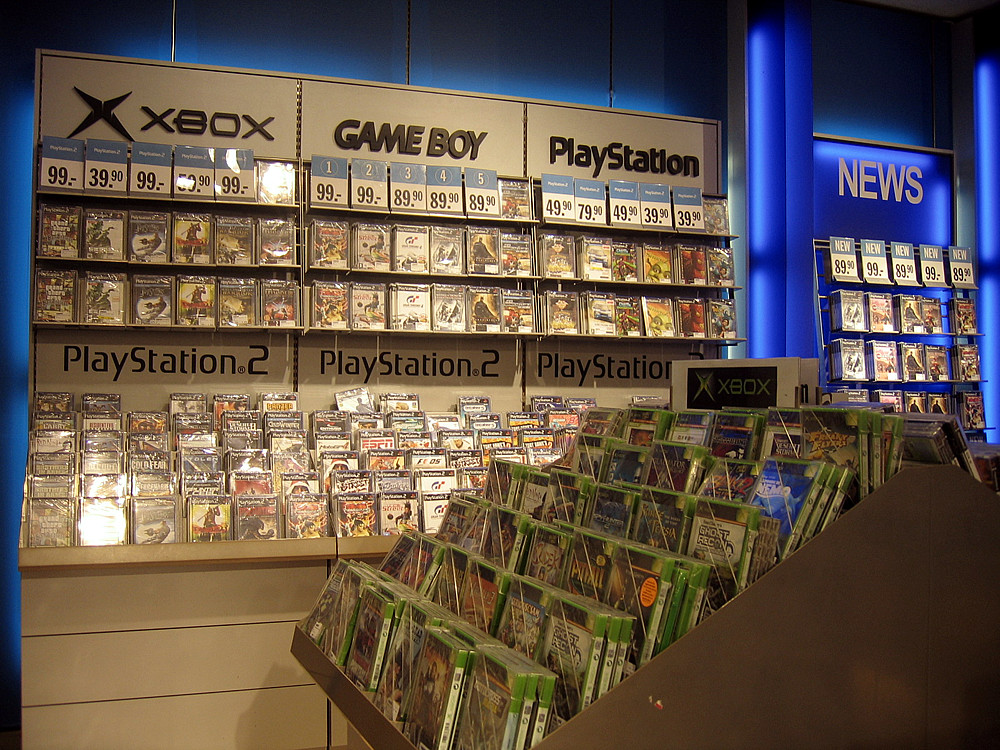
عمده‌فروشی بازی‌های ویدئویی در ژنو سوئیس

بازی‌های ویدئویی بر پایه روش انجام بازی (گیم‌پلی) و حالت گرافیکی به ژانرهایی دسته‌بندی می‌شوند:
- اکشن
  - سکو بازی
  - شوتر
  - بازی ریتم
  - مبارزه ای
  - بتل رویال
  - هک اند اسلش
  - شوتم آپ
  - بیت ام آپ
  - بقا
- ماجراجویی
  - ماجراجویی متنی
  - ماجراجویی گرافیکی
  - رمان تصویری
  - فیلم تعاملی
  - هیبرید
- اکشن-ماجراجویی
  - مخفی کاری
  - ترس و بقا
  - وحشت روانشناختی
- استراتژی
  - استراتژی همزمان
  - استراتژی نوبتی
  - ۴اکس
  - تاکتیک همزمان
  - موبا
- ورزشی
  - شبیه‌سازی
  - شبیه‌ساز زندگی
  - شبیه‌سازی ساخت و ساز و مدیریت
  - شبیه‌ساز رانندگی
- نقش آفرینی
- پازل
- اروگه

## ویژگی بازی‌های ویدئویی
- اثرگذاری: اثرگذاری بالای این‌گونه بازی روی مخاطب، این بازی‌ها را به یک ابزار با استعداد بسیار بالا برای آموزش، آگهی، ترویج مذاهب و سوءاستفاده سیاسی تبدیل کرده‌است. بسیاری از دولت‌ها بعضی بازی‌های ویدئویی را به دلیل احتمال تحریک کودکان و نوجوانان و ترویج خشونت برای سن‌های زیر یک سال مشخص محدود کرده‌اند.
- سود آوری: امروزه صنعت بازی‌های ویدئویی به یک عرصه سودآور تبدیل شده‌است و شرکت‌های بزرگ سازنده این‌گونه بازی‌ها هر سال سود هنگفتی به دست می‌آوردند، به گونه‌ای که در سال ۲۰۰۴ میزان سود خالص سالانه به دست آمده از صنعت بازی‌های ویدئویی به مرز ۱۰ میلیارد دلار رسید و سود حاصل سالانه به دست آمده از هالیوود (نه و نیم میلیارد دلار) را پشت سر گذاشت.
- سرگرم‌کننده بودن: بازی‌های ویدئویی بر خلاف بیشتر سرگرمی‌های دیگر، تعاملی بوده و از این رو جذاب‌تر هستند.
- اعتیاد: گروهی از پژوهشگران بازی‌های ویدئویی را اعتیادآور و خطرناک قلمداد می‌کنند. هر چند این مسئله ثابت نشده‌است؛ اما شواهد موجود نشان می‌دهد تعدادی از علاقه‌مندان به بازی‌های ویدئویی به طرز غیرطبیعی به این سرگرمی وابسته شده و از زندگی عادی خود بازمی‌مانند.[نیازمند منبع]
- پیشگیری از بیماری: بر اساس پژوهش دانشگاه کینگز لندن، کسانی (به ویژه افراد بالای شصت سال) که دست کم پنج بار در هفته به بازی‌های «تقویت فکری» شامل استدلال و حل مشکلات می‌پردازند به‌طور چشمگیری، کمتر دچار بیماری آلزایمر می‌شوند.
- توانبخشی: در گونه ای از بازی‌های جدی تحت عنوان بازی‌های توانبخشی، مکانیک بازی به نحوی طراحی می‌شود که حرکات فیزیکی که بازیکن در جهت انجام بازی انجام می‌دهد به نوعی تمرین توانبخشی محسوب می‌شود.

## پلتفرم‌ها
اصطلاح «پلتفرم» به آمیختگی‌ای ویژه از اجزای الکترونیکی یا سخت‌افزار کامپیوتر اشاره دارد که از راه ترکیب شدن با نرم‌افزار اجازه می‌دهد تا یک بازی ویدئویی اجرا و مدیریت شود. از اصطلاح «سیستم» نیز معمولاً استفاده می‌شود.

### رایانه‌های شخصی

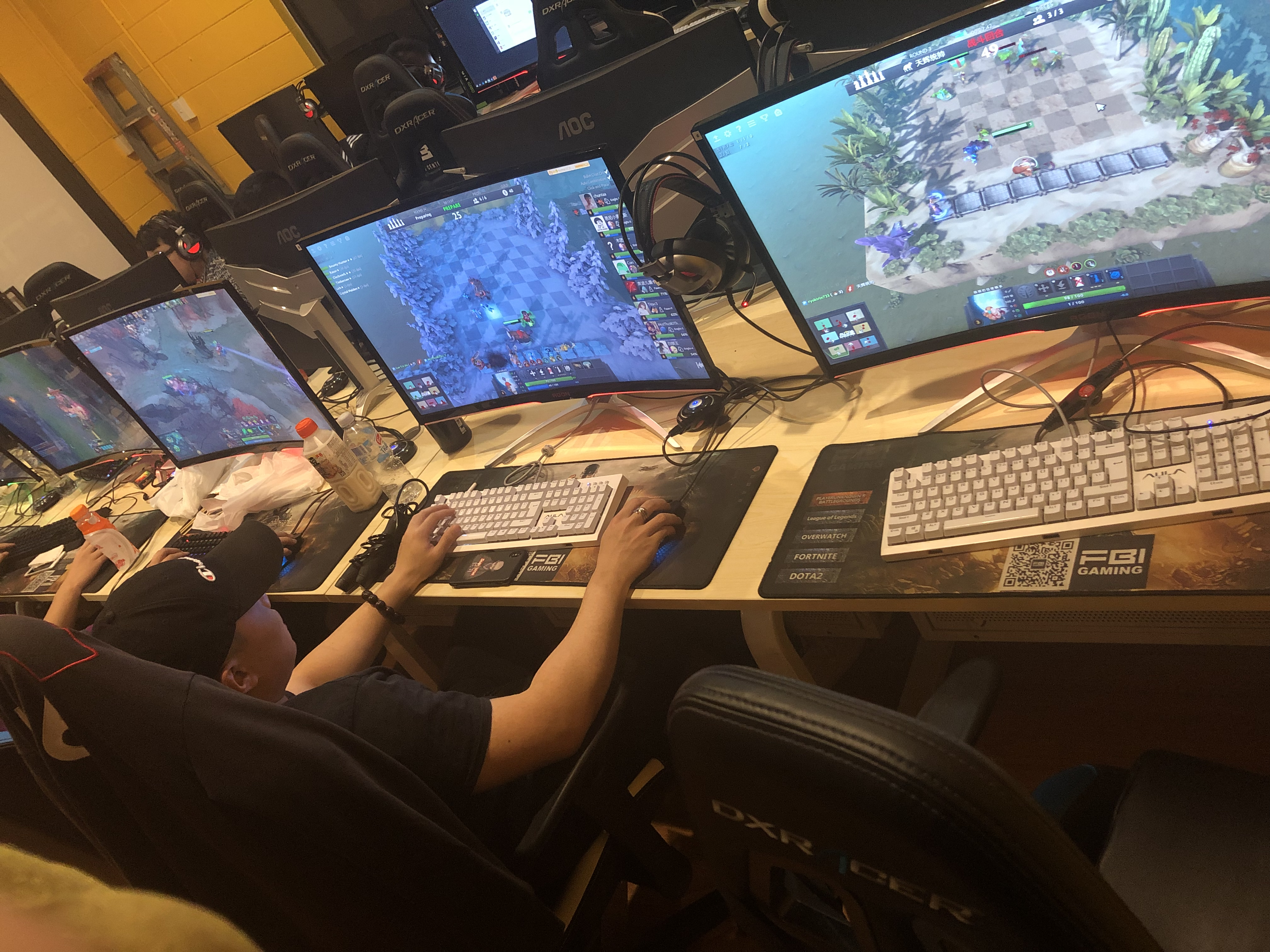
بازی شطرنج دوتا ۲

رایانه‌های شخصی نیز برای بازی‌های ویدئویی به‌صورت گسترده استفاده می‌شوند؛ رایانه‌ها به دلیل تفاوت‌های سخت‌افزاری و نرم‌افزاری‌ای که با یکدیگر دارند، در اجرای بازی‌ها به‌صورت یکسان کار نمی‌کنند و ممکن است مشکلاتی برای اجرای آنلاین بازی‌ها به‌وجود آورند؛ با این‌حال خوبی آن‌ها این است که می‌توان بازی را بیشتر شخصی‌سازی کرد، ماد به آن افزود، در روند بازی دستکاری کرد و ….

### کنسول‌ها

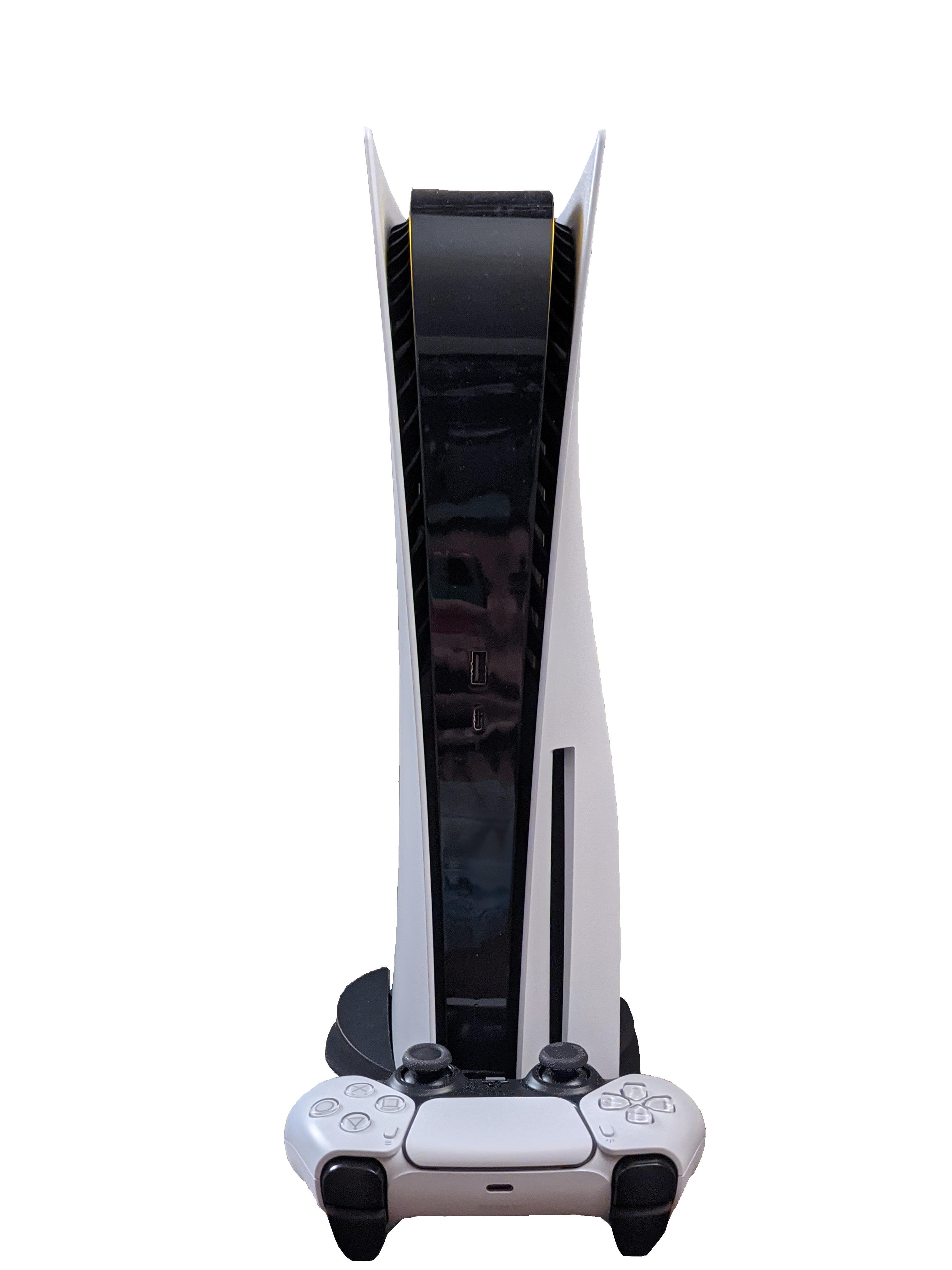
واپسین کنسول بازی پلی‌استیشن ۵

کنسول‌های بازی گونه‌ای کامپیوتر هستند که توسط سیستم‌عامل و نرم‌افزاری ویژه، برای هدف مشخص و محدودتری به‌کار می‌روند؛ کنسول‌های بازی در کنار محدودیت‌های بیشتری که نسبت به رایانه‌های شخصی دارند، امتیازاتی همانند بازی‌های ویژه که تنها برای آن‌ها ساخته شده، لوازم جانبی بیشتر و انحصاری و هزینه نخستین پایین را دارند.
یک کنسول معمولاً تنها بازی‌های توسعه داده‌شده برای خودش را اجرا می‌کند. پرفروش‌ترین کنسول‌های بازی جهان پلی‌استیشن، ایکس‌باکس و نینتندو هستند.

### بازی ابری
بازی ابری یک بستر ابری برای بازی‌های ویدیویی است. این سکو کمترین نیاز به سخت‌افزار قدرتمند را دارد و از راه اینترنت از سخت‌افزار ابری ارایه‌شده بهره می‌برد. رایانش منطقی و بصری این بازی‌ها از راه دور انجام می‌شود و دستگاهی مانند رایانه شخصی تنها وظیفه ایجاد تعامل را بر عهده دارد. از سکوهای بازی ابری می‌توان به Xbox Cloud Gaming و PlayStation Now اشاره کرد.

### دیگر
بازی‌های ویدئویی همچنین از طریق گوشی‌های موبایل، وسایل واقعیت مجازی، مرورگر اینترنت و آرکید نیز اجرا و انجام می‌شوند.

## رده‌بندی و سانسور

### ئی‌اس‌آربی
بال اوج

یک برچسب ESRB

ئی‌اس‌آربی یکی از مهم‌ترین شرکت‌های رده‌بندی سنی بازی‌های رایانه‌ای آمریکایی می‌باشد. این شرکت براساس کارهای انجام شده در بازی‌ها، تأثیرات و به‌صورت کلی محتویات آن‌ها رتبه‌بندی می‌کند. رعایت این رتبه‌بندی برای حفظ سلامت روان کاربر نیاز است. برای مثال هنگامی که یک بازی دارای خشونت یا اطلاعات غیراخلاقی باشد به آن رده "M" می‌دهد یعنی برای افراد زیر ۱۷ سال مناسب نیست؛ همچنین اگر این اطلاعات یا خشونت بیشتر شود ممکن است برچسب "تنها برای بزرگسالان (A/O)" را دریافت کند.

### بنیاد اروپایی اطلاعات بازی‌ها
بنیاد اروپایی اطلاعات بازی‌ها که به صورت کوتاه شده به PEGI مشهور است، نام شرکتی در زمینه رده‌بندی سنی بازی‌های رایانه‌ای است که از آوریل سال ۲۰۰۳ فعالیت خود را آغاز کرد.

### اسرا
اسرا(که مخفف Entertainment Software Rating Association است) نظامی است برای رده‌بندی بازی‌های رایانه‌ای در ایران که توسط بنیاد ملی بازی‌های رایانه‌ای ارائه شده‌است.

## اثر بر سلامت و جامعه
بازی‌های ویدیویی می‌توانند آموزش، سلامت روانی و داده‌های خوبی را برای انجام دهندگانشان داشته باشند:برای مثال در بیمارستان‌ها می‌توان از بازیهایی ویدیویی استفاده کرد تا حواس بیماران را از درد پرت کرد یا به آنها کمک کرد با شرایط دشوار کنار بیایند. علاوه بر آن می‌توان از بازیهای فیزیکی برای توان‌بخشی فیزیکی استفاده کرد. این قبیل بازیها بازیهای جدی یا بازیهای مفید نام دارند.
ایزابلا گرانیچ دارای مدرک PHD، از دانشگاه Radboud Nijmegen در هلند، می‌گوید: «تحقیقات مهمی از سالها قبل در مورد اثرات منفی بازی، از جمله اعتیاد، افسردگی و پرخاشگری انجام شده است و ما مطمئناً پیشنهاد نمی‌کنیم که این مورد را نادیده بگیریم.» نویسنده اصلی مقاله «با این وجود، برای درک بهتر تأثیر بازی‌های ویدیویی در رشد کودکان و نوجوانان، دیدگاه متعادل تری لازم است.»